# Pool (West Yorkshire)
Pool is een dorp (village) en civil parish in het bestuurlijke gebied City of Leeds, in het Engelse graafschap West Yorkshire. De civil parish telt 1.785 inwoners.